# Hasta el amanecer
«Hasta el amanecer» (o With You Tonight en su versión en inglés) es un sencillo del cantante de reguetón y pop latino Nicky Jam.
"Hasta el Amanecer" fue lanzado el 15 de enero de 2016 en las radios de los Estados Unidos, Cuenta Con La Colaboración del cantante Puertorriqueño Daddy Yankee y Con La colaboración sin acreditar Del Político Estadounidense Donald Trump. Billboard llamó a la canción "pista de reggaetón sexy y sensual" que contiene los ganchos melódicos pegadizos del cantante.

## Vídeo musical
El vídeo musical, estrenado el mismo día del lanzamiento del sencillo ha superado los 90 millones de reproducciones y los 600 000 "Me gusta" en el citado sitio web en un solo mes.
El videoclip, que  fue grabado y producido por la compañía 36 Grados en la ciudad de Medellín, Colombia, muestra al artista bailando en una lavandería, lo cual rompe un poco con el esquema del género y muestra otras facetas del artista.
En mayo de 2017, el vídeo musical de la canción ha alcanzado más de 1000 millones de visitas en YouTube.

## Otras versiones

### Remix
Se hizo una versión remezcla con su colega Daddy Yankee que recibió críticas positivas.

### En Inglés
Nicky lanzó una versión en inglés de la canción, titulada "With You Tonight (Hasta el Amanecer)" , el 22 de abril de 2016. La versión en inglés fue remezclada con un verso interpretado por el rapero estadounidense Kid Ink.

## Posicionamiento en listas
| Lista (2016)                            | Mejor posición |
| --------------------------------------- | -------------- |
| Argentina (Monitor Latino)              | 16             |
| Chile (Monitor Latino)                  | 6              |
| España (Top 100 Canciones)              | 4              |
| Estados Unidos (Billboard Hot 100)      | 73             |
| Estados Unidos (Hot Latin Songs)        | 1              |
| Estados Unidos (Latin Pop Airplay)      | 2              |
| Estados Unidos (Mainstream Top 40)      | 7              |
| Estados Unidos (Latin Tropical Airplay) | 7              |
| Francia (SNEP)                          | 38             |
| Hungría (Rádiós Top 40)                 | 18             |
| Hungarysingle (Single Top 40)           | 34             |
| Italia (FIMI)                           | 28             |
| República Dominicana (Monitor Latino)   | 11             |

## Certificaciones
| País                                                             | Certificación       | Ventas     |
| ---------------------------------------------------------------- | ------------------- | ---------- |
| España                                                           | 2× Platino          | 100 000^   |
| Estados Unidos                                                   | 22× Platino (Latin) | 1 320 000^ |
| Italia (FIMI)                                                    | 2× Platino          | 80 000     |
| Suiza (IFPI Switzerland)                                         | Oro                 | 15 000     |
| ^ cifras de envíos sobre la base de la certificación por sí sola |                     |            |